# Campionato italiano femminile di scacchi
Il Campionato italiano femminile di scacchi (CIF) è un torneo di scacchi organizzato dalla Federazione Scacchistica Italiana (FSI) tra il mese di novembre e il mese di dicembre di ogni anno. La vincitrice del torneo assume il titolo di Campionessa Italiana Femminile. 

Il Campionato assegna anche il titolo di Campionessa Italiana Femminile Under 20. 

Rita Gramignani, vincitrice di nove edizioni del Campionato

## Storia
La frequenza del torneo, dapprima irregolare, a partire dal 1987 è stabilmente annuale. Dal 2002 al 2020 ha assegnato il titolo di Campionessa Femminile Under 18.
Nel 2020 il Campionato Italiano Femminile fu annullato a causa della pandemia mondiale di Coronavirus. In parziale sostituzione, la Federazione Scacchistica Italiana organizzò un Campionato Italiano Femminile Online a cadenza rapid, senza variazione Elo FIDE, che non assegnava il titolo di campionessa italiana femminile di scacchi. Il torneo fu vinto da Olga Zimina La Federazione ha successivamente deciso di inserire la vincitrice nell'albo d'oro del Campionato femminile.

## Edizioni
| Edizione | Sede              | Anno | Vincitrice                |
| -------- | ----------------- | ---- | ------------------------- |
| I        | Milano            | 1938 | Clarice Benini            |
| II       | Roma              | 1939 | Clarice Benini            |
| III      | Coloretta di Zeri | 1973 | Rita Gramignani           |
| IV       | Coloretta di Zeri | 1974 | Barbara Pernici           |
| V        | Valenza Po        | 1975 | Rita Gramignani           |
| VI       | Bari              | 1976 | Rita Gramignani           |
| VII      | Cattolica         | 1977 | Barbara Pernici           |
| VIII     | Latina            | 1978 | Barbara Pernici           |
| IX       | Bratto            | 1979 | Barbara Pernici           |
| X        | Latina            | 1980 | Rita Gramignani           |
| XI       | Amelia            | 1981 | Barbara Pernici           |
| XII      | Torino            | 1983 | Rita Gramignani           |
| XIII     | Milano            | 1985 | Gisella Facchini          |
| XIV      | Aosta             | 1987 | Rita Gramignani           |
| XV       | Aosta             | 1988 | Adamantia Paizis          |
| XVI      | Aosta             | 1989 | Rita Gramignani           |
| XVII     | Aosta             | 1990 | Giuliana Fittante         |
| XVIII    | Gorgonzola        | 1991 | Rita Gramignani           |
| XIX      | Formia            | 1992 | Rita Gramignani           |
| XX       | Formia            | 1993 | Giusy Parrino             |
| XXI      | Formia            | 1994 | Alessandra Riegler        |
| XXII     | Formia            | 1995 | Alessandra Riegler        |
| XXIII    | Mantova           | 1996 | Alessandra Riegler        |
| XXIV     | Porto San Giorgio | 1997 | Veronika Goi              |
| XXV      | Cesenatico        | 1998 | Alessandra Riegler        |
| XXVI     | Porto San Giorgio | 1999 | Sonia Sirletti            |
| XXVII    | Imperia           | 2000 | Giuliana Fittante         |
| XXVIII   | Imperia           | 2001 | Alba Decataldo            |
| XXIX     | Bratto            | 2002 | Laura Costantini          |
| XXX      | Bratto            | 2003 | Mariagrazia De Rosa       |
| XXXI     | Bratto            | 2004 | Maria Vincenza Santurbano |
| XXXII    | Bratto            | 2005 | Eleonora Ambrosi          |
| XXXIII   | Bratto            | 2006 | Roberta Brunello          |
| XXXIV    | Fiuggi            | 2007 | Fiammetta Panella         |
| XXXV     | Bratto            | 2008 | Marina Brunello           |
| XXXVI    | Bratto            | 2009 | Marianna Chierici         |
| XXXVII   | Bratto            | 2010 | Mariagrazia De Rosa       |
| XXXVIII  | Montecatini Terme | 2011 | Roberta Messina           |
| XXXIX    | Acqui Terme       | 2012 | Tea Gueci                 |
| XXXX     | Porto San Giorgio | 2013 | Mariagrazia De Rosa       |
| XLI      | Fano              | 2014 | Alessia Santeramo         |
| XLII     | Giovinazzo        | 2015 | Daniela Movileanu         |
| XLIII    | Perugia           | 2016 | Daniela Movileanu         |
| XLIV     | Cosenza           | 2017 | Ol'ga Zimina              |
| XLV      | Salerno           | 2018 | Marina Brunello           |
| XLVI     | Padova            | 2019 | Elena Sedina              |
| nd       | Online            | 2020 | Ol'ga Zimina              |
| XLVII    | Chianciano Terme  | 2021 | Elena Sedina              |
| XLVIII   | Cagliari          | 2022 | Ol'ga Zimina              |
| XLIX     | Brescia           | 2023 | Ol'ga Zimina              |
| L        | Torino            | 2024 | Marina Brunello           |

## Plurivincitrici
1. Rita Gramignani: 9
2. Barbara Pernici: 5
3. Alessandra Riegler, Ol'ga Zimina: 4

Barbara Pernici, vincitrice di cinque edizioni del Campionato

4. Mariagrazia De Rosa, Marina Brunello: 3
5. Clarice Benini, Giuliana Fittante, Daniela Movileanu, Elena Sedina: 2

## Campionesse italiane under 20
| Edizione | Sede               | Anno | Vincitrice           |
| -------- | ------------------ | ---- | -------------------- |
| 1        | Laveno-Mombello    | 1996 | Marianna Arnetta     |
| 2        | Laveno-Mombello    | 1997 | Tiziana Barbiso      |
| 3        | Porto San Giorgio  | 1998 | Marianna Arnetta     |
| 4        | Laveno-Mombello    | 1999 | Marianna Arnetta     |
| 5        | Paderno del Grappa | 2000 | Veronika Goi         |
| 6        | Bratto             | 2001 | Marianna Arnetta     |
| 7        | Bratto             | 2002 | Eleonora Ambrosi     |
| 8        | Bratto             | 2003 | Eleonora Ambrosi     |
| 9        | Bratto             | 2004 | Eleonora Ambrosi     |
| 10       | Bratto             | 2005 | Fiammetta Panella    |
| 11       | Bratto             | 2006 | Fiammetta Panella    |
| 12       | Fiuggi             | 2007 | Mariagrazia De Rosa  |
| 13       | Bratto             | 2008 | Mariagrazia De Rosa  |
| 14       | Bratto             | 2009 | Sabrina Reginato     |
| 15       | Bratto             | 2010 | Roberta Brunello     |
| 16       | Montecatini Terme  | 2011 | Elisa Chiarion       |
| 17       | Acqui Terme        | 2012 | Laura Gueci          |
| 18       | Porto San Giorgio  | 2013 | Tea Gueci            |
| 19       | Fano               | 2014 | Laura Gueci          |
| 20       | Giovinazzo         | 2015 | Alessia Santeramo    |
| 21       | Perugia            | 2016 | Tea Gueci            |
| 22       | Cosenza            | 2017 | Alessia Santeramo    |
| 23       | Salerno            | 2018 | Desiree Di Benedetto |
| 24       | Padova             | 2019 | Tea Gueci            |
| nd       | Online             | 2020 | Marianna Raccanello  |
| 25       | Chianciano Terme   | 2021 | Sara Gabbani         |
| 26       | Cagliari           | 2022 | Melissa Maione       |
| 27       | Brescia            | 2023 | Elisa Cassi          |

## Plurivincitrici under 20
1. Marianna Arnetta, 4
2. Eleonora Ambrosi, Tea Gueci 3
3. Mariagrazia De Rosa, Alessia Santeramo, Laura Gueci, Fiammetta Panella 2